# Scindapsus alpinus
Scindapsus alpinus — вид квіткових рослин із родини кліщинцевих (Araceae), роду Scindapsus. Це ліана, рідним ареалом якої є Суматра.